# Día de la Liberación (Malvinas)
El Día de la Liberación (en inglés Liberation Day) es el día de fiesta oficial en las Islas Malvinas, un archipiélago situado al sur del Océano Atlántico. Las islas constituyen un territorio de ultramar del Reino Unido desde su ocupación en 1833, lo que originó una prolongada disputa de soberanía con la República Argentina. El día elegido por las autoridades de las islas marca el final de la Guerra de las Malvinas el 14 de junio de 1982.